# نورسلطان نظربایف
نورسلطان آبیشولی نظربایف (به قزاقی: Нұрсұлтан Әбішұлы Назарбаев) (به روسی: Нурсултан Абишевич Назарбаев) (زاده ۶ ژوئیه ۱۹۴۰) در فاصله ۲۴ آوریل ۱۹۹۰ تا زمان استعفایش در ۱۹ مارس ۲۰۱۹ رئیس‌جمهور قزاقستان بوده‌است.
نورسلطان نظربایف پس از یک دورۀ ۲۹ ساله به‌عنوان اولین رئیس‌جمهور قزاقستان استعفاء داد و قاسم جومارت توقایف، رئیس پیشین سنای قزاقستان را به‌عنوان ریاست‌جمهوری موقت این کشور تعیین کرد. وی هم‌اکنون به ریاست شورای امنیت قزاقستان و رهبری حزب نور اوتان که پارلمان را در دست دارد، ادامه می‌دهد.

## زندگی‌نامه
نظربایف در تاریخ ۶ ژوئیه ۱۹۴۰ در شهر چمولگان در جمهوری سوسیالیستی قزاقستان شوروی به دنیا آمد و در ۱۹۸۹ به مقام سردبیر اول حزب کمونیست رسید و در سال بعد رئیس‌جمهور قزاقستان شوروی شد.
وی در ۱۹۹۱ پس از فروپاشی شوروی دوباره به رئیس‌جمهوری برگزیده‌شد.
هوادارانش می‌گویند او در سال‌های اصلاح، ثبات و همبستگی بین گروه‌های قومی و نژادی را حفظ کرده‌است. گاردین نوشت برخی از او به دلیل عملکرد ضعیف در برابر فساد شایع و گسترده، نبود آزادی بیان کافی، انتخابات غیرمنصفانه و نیز برنتابیدن نظرات گروه مقابل انتقاد می‌کنند.

## واکنش‌ها و وقایع
- ۲۲ مارس ۲۰۱۹ پلیس قزاقستان ده‌ها تن از کسانی را که به تصمیم تغییر نام پایتخت این کشور معترض بودند در شهرهای آستانه، آلماتی و چیمکنَد بازداشت کرد. در واقع از دیدگاه تحلیلگران سیاسی این اقدام عدم احترام به افکار عمومی و تصمیمی دیکتاتوری از سوی دولت قزاقستان در جهت بزرگنمایی بیش از حد نورسلطان نظربایف بوده است.

- نام آستانه، پایتخت این کشور، به احترام نورسلطان نظربایف که در ۲۰ مارس ۲۰۱۹ از قدرت کناره‌گیری کرد، به «نورسلطان» تغییر کرد اما پس از سرکوب خونین قیام اوایل سال ۲۰۲۲، دولت قزاقستان در ۱۷ سپتامیر همان سال بار دیگر برای ابراز همدردی با معترضان نام آن را به آستانه برگرداند.[۱۰]

## زیرنویس
1. ↑  Sara Alpysqyzy
2. ↑  Dariga
3. ↑  Dinara
4. ↑  Aliya
5. ↑  استعفای نظربایف
6. ↑  استعفای نورسلطان نظربایف
7. ↑  رئیس‌جمهوری قزاقستان بعد از سه دهه کناره‌گیری کرد
8. ↑  Walker, Shaun (2015-04-24). "Kazakhstan election avoids question of Nazarbayev successor". The Guardian. ISSN 0261-3077. Retrieved 2016-09-08.
9. ↑  Chivers, C.J. (6 December 2005). "Kazakh President Re-elected; voting Flawed, Observers Say". The New York Times. Retrieved 2 April 2014. Kazakhstan has never held an election that was not rigged.
10. ↑  Scuffles And Arrests In Kazakhstan Over Capital Name Change